# روبرت فراير
روبرت فراير (بالإنجليزية: Robert Fryer)‏ هو منتج أفلام أمريكي، ولد في 18 نوفمبر 1920 في واشنطن العاصمة في الولايات المتحدة، وتوفي في 28 مايو 2000 في لوس أنجلوس في الولايات المتحدة.

## وصلات خارجية
- روبرت فراير على موقع IMDb (الإنجليزية)
- روبرت فراير على موقع أول موفي (الإنجليزية)
- روبرت فراير على موقع قاعدة بيانات برودواي على الإنترنت (الإنجليزية)
- روبرت فراير على موقع قاعدة بيانات الفيلم (الإنجليزية)